# Premier ministre du Timor oriental
Le Premier ministre de la république démocratique du Timor oriental (en tétoum : Primeiru-Ministru Republika Demokratika Timor-Leste ; en portugais : Primeiro-Ministro da República Democrática de Timor-Leste) est le chef du gouvernement du Timor oriental.

## Liste des titulaires
| N°                                 | Portrait | Titulaire (Naissance-mort)          | Élection  | Mandat            | Mandat            | Mandat                    | Parti politique | Parti politique |
| N°                                 | Portrait | Titulaire (Naissance-mort)          | Élection  | Début             | Fin               | Durée                     | Parti politique | Parti politique |
| ---------------------------------- | -------- | ----------------------------------- | --------- | ----------------- | ----------------- | ------------------------- | --------------- | --------------- |
| 1                                  |          | Nicolau dos Reis Lobato (1946-1978) | –         | 28 novembre 1975  | 7 décembre 1975   | 9 jours                   |                 | Fretilin        |
| Fonction abolie entre 1975 à 2002. |          |                                     |           |                   |                   |                           |                 |                 |
| 2                                  |          | Marí Alkatiri (né en 1949)          | 2001      | 20 mai 2002       | 26 juin 2006      | 4 ans, 1 mois et 6 jours  |                 | Fretilin        |
| 3                                  |          | José Ramos-Horta (né en 1949)       | –         | 26 juin 2006      | 19 mai 2007       | 10 mois et 23 jours       |                 | Ind.            |
| 4                                  |          | Estanislau da Silva (né en 1952)    | –         | 19 mai 2007       | 8 août 2007       | 2 mois et 20 jours        |                 | Fretilin        |
| 5                                  |          | Xanana Gusmão (né en 1946)          | 2007 2012 | 8 août 2007       | 16 février 2015   | 7 ans, 6 mois et 8 jours  |                 | CNRT            |
| 6                                  |          | Rui Maria de Araújo (né en 1964)    | –         | 16 février 2015   | 15 septembre 2017 | 2 ans, 6 mois et 30 jours |                 | Fretilin        |
| (2)                                |          | Marí Alkatiri (né en 1949)          | 2017      | 15 septembre 2017 | 22 juin 2018      | 9 mois et 7 jours         |                 | Fretilin        |
| 7                                  |          | Taur Matan Ruak (né en 1956)        | 2018      | 22 juin 2018      | 1er juillet 2023  | 5 ans et 9 jours          |                 | PLP             |
| (5)                                |          | Xanana Gusmão (né en 1946)          | 2023      | 1er juillet 2023  | en cours          | 1 an, 8 mois et 13 jours  |                 | CNRT            |